# Osmanlıspor Futbol Kulübü 2017-2018
Questa voce raccoglie le informazioni riguardanti l'Osmanlıspor Futbol Kulübü nelle competizioni ufficiali della stagione 2017-2018.

## Rosa
Fonte:
| N. |                                 | Ruolo | Calciatore            |
| -- | ------------------------------- | ----- | --------------------- |
|    | Turchia (bandiera)              | P     | Hakan Arıkan          |
|    | Turchia (bandiera)              | P     | Baran Guler           |
|    | Lituania (bandiera)             | P     | Žydrūnas Karčemarskas |
|    | Turchia (bandiera)              | P     | Ahmet Türkaslan       |
|    | Turchia (bandiera)              | D     | Yalçın Ayhan          |
|    | Turchia (bandiera)              | D     | Muhammed Bayır        |
|    | Turchia (bandiera)              | D     | Numan Çürüksu         |
|    | Mali (bandiera)                 | D     | Alassane Diaby        |
|    | Turchia (bandiera)              | D     | Ali Eren İyican       |
|    | Turchia (bandiera)              | D     | Anıl Karaer           |
|    | Danimarca (bandiera)            | D     | Andreas Maxsø         |
|    | Portogallo (bandiera)           | D     | Tiago Pinto           |
|    | Bosnia ed Erzegovina (bandiera) | D     | Avdija Vršajević      |
|    | Turchia (bandiera)              | C     | Burak Agaoglu         |
|    | Turchia (bandiera)              | C     | Engin Bekdemir        |
|    | Turchia (bandiera)              | C     | Musa Çağıran          |
|    | Turchia (bandiera)              | C     | Ceyhun Gülselam       |
|    | Turchia (bandiera)              | C     | Serdar Gürler         |

| N. |                       | Ruolo | Calciatore        |
| -- | --------------------- | ----- | ----------------- |
|    | Turchia (bandiera)    | C     | Mehmet Güven      |
|    | Turchia (bandiera)    | C     | Özer Hurmacı      |
|    | Portogallo (bandiera) | C     | Josué             |
|    | Nigeria (bandiera)    | C     | Raheem Lawal      |
|    | Brasile (bandiera)    | C     | Luíz Carlos       |
|    | Belgio (bandiera)     | C     | Tortol Lumanza    |
|    | Turchia (bandiera)    | C     | Furkan Özçal      |
|    | Marocco (bandiera)    | C     | Adrien Regattin   |
|    | Turchia (bandiera)    | C     | Abdulkadir Sönmez |
|    | Turchia (bandiera)    | C     | Ahmet Sun         |
|    | Nigeria (bandiera)    | C     | Aminu Umar        |
|    | Turchia (bandiera)    | A     | Mehmet Batdal     |
|    | Albania (bandiera)    | A     | Sokol Çikalleshi  |
|    | Turchia (bandiera)    | A     | Selçuk Kaban      |
|    | Turchia (bandiera)    | A     | Suat Kaya         |
|    | Romania (bandiera)    | A     | Raul Rusescu      |
|    | Iran (bandiera)       | A     | Payam Sadeghian   |
|    | Turchia (bandiera)    | A     | Can Ustün         |